# Municipio de Ahuacuotzingo
El municipio de Ahuacuotzingo es uno de los 85 municipios que conforman el estado mexicano de Guerrero, se ubica en la zona centro-este del territorio y su cabecera es el pueblo de Ahuacuotzingo. Se encuentra aproximadamente a 100 km al este de Chilpancingo. Su extensión territorial es de 388.4 km² y la población se dedica principalmente al sector primario. Anteriormente era conocido como Buenos Aires.

## Toponimia
La palabra Ahuacuotzingo proviene de los vocablos náhuatl, agua (encino), evo (amarillo), tam (diminutivo), y el locativo co; lo cual se interpreta como: "En el encino amarillo" o "En el pequeño encinar".

## Historia
Antes de la llegada de los españoles, esta región estaba habitada por indios tlapanecos, los cuales rendían tributo a Tenochtitlán. Esta región fue conquistada por Hernán Cortés en 1534. La evangelización estuvo a cargo de Jerónimo de San Esteban y Agustín de Coruña, frailes agustinos. El municipio dependió de la diócesis de Tlaxcala, después de Puebla, y por último de Chilapa.

## Descripción geográfica

### Ubicación
Ahuacuotzingo Se encuentra situado en el centro-este del estado de Guerrero, entre las coordenadas 17° 43' de latitud norte y 99° 32' de longitud oeste; a una altitud de 1,515 metros sobre el nivel del mar. El municipio colinda al norte con el municipio de Copalillo; al sur con los municipios de Atlixtac y Chilapa; al este con los municipios de Olinalá y Cualac; y al oeste con Zitlala.

### Orografía e hidrografía
Predomina el relieve accidentado, su territorio se caracteriza por zonas accidentadas, con alturas de hasta 2,000 metros sobre el nivel del mar; destacan los cerros Lobera, Xumiltzin, Polantitlán, zoyatla y Teshuayo. El municipio pertenece a la región hidrológica Balsasf.
Los ríos más importantes son Petatlán, Mitlancingo y Pochoapa; y los arroyos: Duraznal, Berros, y el Ahuehuetes.

### Clima
Generalmente el clima es seco y templado, con lluvias en verano, de junio a septiembre.
La temperatura media anual es de 16°C, con máxima de 37 °C y mínima de 15 °C. Contando con una precipitación media anual de 1,100 milímetros.

## Demografía

### Población
Según los datos que arrojó el II Censo de Población y Vivienda realizado por el Instituto Nacional de Estadística y Geografía (INEGI) con fecha censal del 12 de junio de 2010, el municipio de Ahuacuotzingo contaba hasta ese año con un total de 25 027 habitantes, de dicha cantidad, 11 748 eran hombres y 13 279 eran mujeres.

### Localidades
En el censo de 2020 el municipio de Ahuacuotzingo contaba con 95 localidades.
| Código INEGI      | Localidad                      | Población (2020) |
| ----------------- | ------------------------------ | ---------------- |
| 120020001         | Ahuacuotzingo                  | 4 072            |
| 120020005         | Alpuyecancingo de las Montañas | 2 061            |
| 120020031         | Xocoyolzintla                  | 1 348            |
| 120020011         | Oxtotitlán                     | 1 269            |
| 120020013         | Pochutla                       | 1 234            |
| 120020021         | Tecolcuautla                   | 1 200            |
| Otras localidades | Otras localidades              | 14 021           |
| Total municipal   | Total municipal                | 25 205           |

## Política y gobierno
Su forma de gobierno es democrática y depende del gobierno estatal y federal. El gobierno del municipio es ejercido por el Ayuntamiento, que está conformado por el presidente(a) Municipal, el Síndico(a) procurador (a) y el cabildo, integrado a su vez por ocho regidores, de los cuales 4 son electos por mayoría relativa y cuatro por representación proporcional. El Ayuntamiento es electo mediante planilla para un periodo de tres años, y no es renovable para el periodo inmediato, pero si de manera no continua, entra a ejercer su periodo el día [1 de octubre] del año de  la elección.
El municipio cuenta con 35   y 25 delegaciones, siendo las más importantes: Ahuacuotzingo (cabecera municipal),Xitopontla , Alpoyecancingo,Oxtotitlan, Tecolcuautla, Xocoyolzintla  y Pochutla.

### Personajes ilustres
- Samudio García, revolucionario.
- Elvira Ávila Urioso, misionera cristiana (1965-2009).
- Ranferi Hernández Acevedo.

Bernardo Ranferi Hernández Acevedo (1953-2017)
Bernardo Ranferi Hernández Acevedo fue un reconocido luchador social originario de la cabecera municipal de Ahuacuotzingo. 
Ranferi comenzó a participar en el movimiento social en 1987 cuando, en el contexto de las elecciones presidenciales, se conformó el Frente Democrático Nacional. Posteriormente participó en la fundación del PRD en Guerrero, pero, lo más importante, es que fue fundador de diversas organizaciones, tanto campesinas como multisectoriales de carácter nacional: la Unión de Organizaciones de la Sierra del Sur, la Organización de Pueblos y Colonias de Guerrero, el Frente Amplio para la Construcción del Movimiento de Liberación Nacional, el Movimiento Social de izquierda, el Movimiento Popular Guerrerense y, recientemente, la Organización Indígena Campesina Vicente Guerrero. 
Su trayectoria tuvo un momento crucial en la lucha por el esclarecimiento de la masacre de 17 campesinos en el vado de Aguas Blancas, Guerrero, ocurrida el 28 de junio de 1995. En ese momento Ranferi era diputado local y presidente estatal del PRD, desde ahí exigió el esclarecimiento del caso.
Por esta razón fue perseguido y calumniado, sufrió varios intentos de asesinato. Tuvo que salir exiliado en 1997 a Francia junto a toda su familia. En 2001 pudo regresar a México para continuar la lucha en defensa de las comunidades. 
En 2017 Ranferi participó en la conformación de la Coordinadora Pro-Amlo en Guerrero. Junto a varios expresidentes del PRD en la entidad, como Saúl López Sollano, Félix Salgado Macedonio y Eloy Cisneros Guillén, impulsando la candidatura de Andrés Manuel López Obrador a la Presidencia de la República.   
Su arraigo en las comunidades de la región de la montaña y su experiencia política serían muy importantes para la campaña que se avecinaba.
Estos planes fueron truncados por su asesinato. Fue asesinado el 14 de octubre de 2017 en la comunidad de Nejapa, junto con su esposa Lucía Hernández Dircio; su suegra de 94 años Juana Dircio Barrios; y, su ahijado, Antonio Pineda Patricio. Fue sepultado junto con su esposa en su pueblo natal.

## Sitios de interés
- Parroquia de San Antonio Abad.
- La Casa Grande.
- El Encanto.
- La Lobera.
- Posas de la Barranca La Toma y la Ahuehuetla.
- El Río Pochuteco y sus Amacas Peatonales o puentes de palos colgantes.
- Las Fábricas de Mezcal de la Región.
- Las Moliendas de Caña Para Piloncillos-Panocha, Batidillos y las calabazas Entachatadas.
- Los Sótanos el de la Virgen de Lourdes.
- Las Cuevas del Río Pochuteco donde encontraron códices del General Emiliano Zapata.
- La cancha de fútbol en la unidad deportiva.

## Fiestas
Fiestas religiosas
- Día de la Santa Cruz: 3 de mayo.
- Día de Xilocruz: 14 de septiembre.
- Día de la Virgen de Guadalupe: El 12 de diciembre.
- Fiesta en honor a San Antonio Abad: 16 y 17 de enero.
- Fiesta en honor a la Virgen del Rosario: 6 y 7 de octubre.

Fiestas civiles
- Aniversario de la Independencia de México: 16 de septiembre.